# Sherburn (Minnesota)
Pour les articles homonymes, voir Sherburn.
Sherburn est une municipalité américaine située dans le comté de Martin au Minnesota.

## Géographie
La municipalité s'étend en 2010 sur une superficie de 0,91 mille carré (2,36 km2).

## Histoire

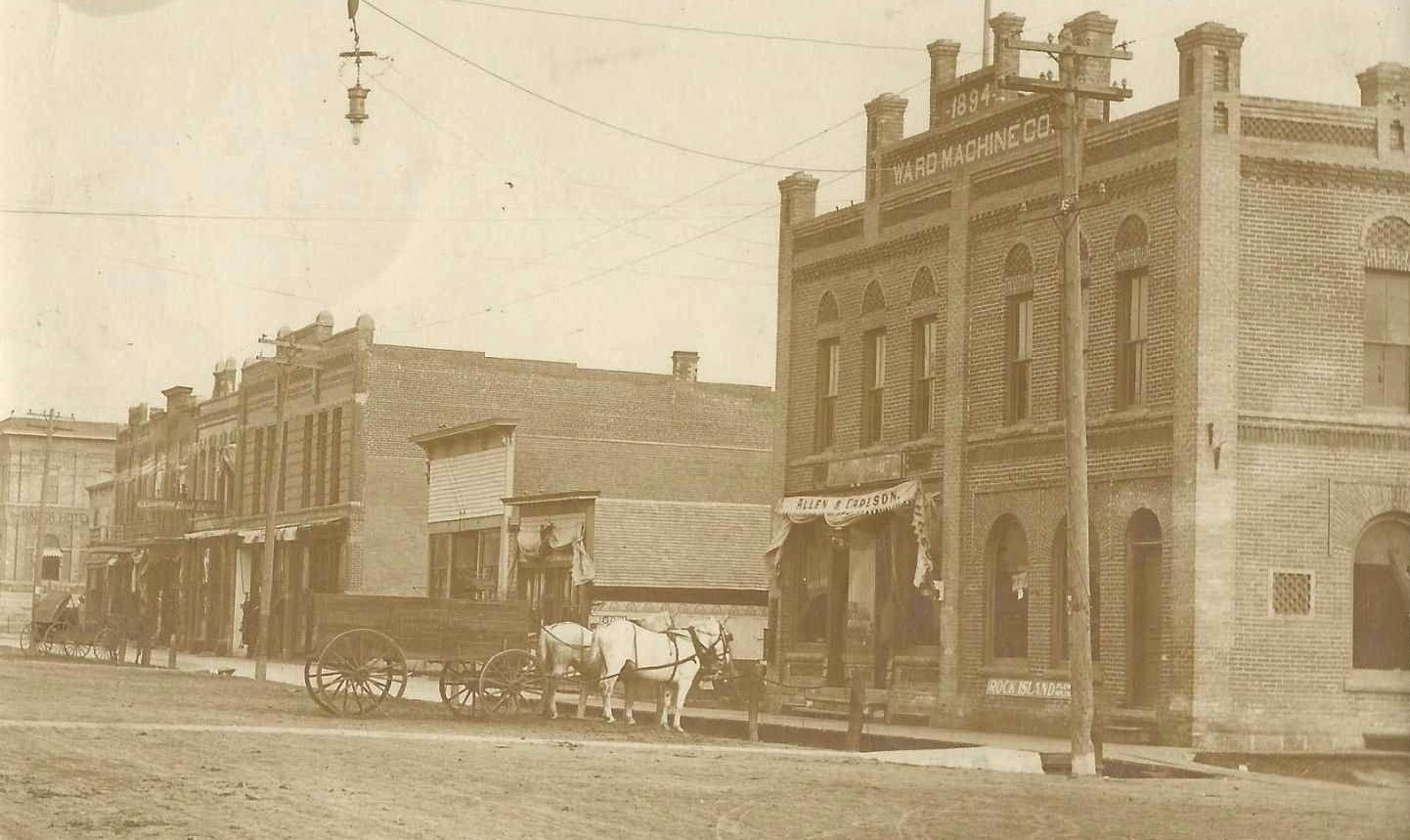
Sherburn en 1908.

La localité est d'abord un arrêt du Minnesota Southern Railway, nommé Sherburne en l'honneur d'un dirigeant de la compagnie (Sherburne S. Merrill). Un bureau de poste est ouvert sous ce nom en 1879, avant d'être renommé Sherburn en 1902.
La ville est fondée en 1884. Elle se développe en exportant par voie ferrée les produits agricoles locaux. Une deuxième ligne de chemin de fer, le Minneapolis and St. Louis Railway, traverse Sherburn à partir de 1899. Au début du XXe siècle, la population de Sherburn se stabilise mais le train perd progressivement en importance.
Quinze bâtiments du centre-ville de Sherburn sont inscrits sur le registre national des lieux historiques depuis 1987. Construits entre 1898 et 1908, ils représentent un exemple bien conservé du style victorien commercial.

## Démographie
Lors du recensement de 2010, la population de Sherburn est de 1 137 habitants.